# 香箱

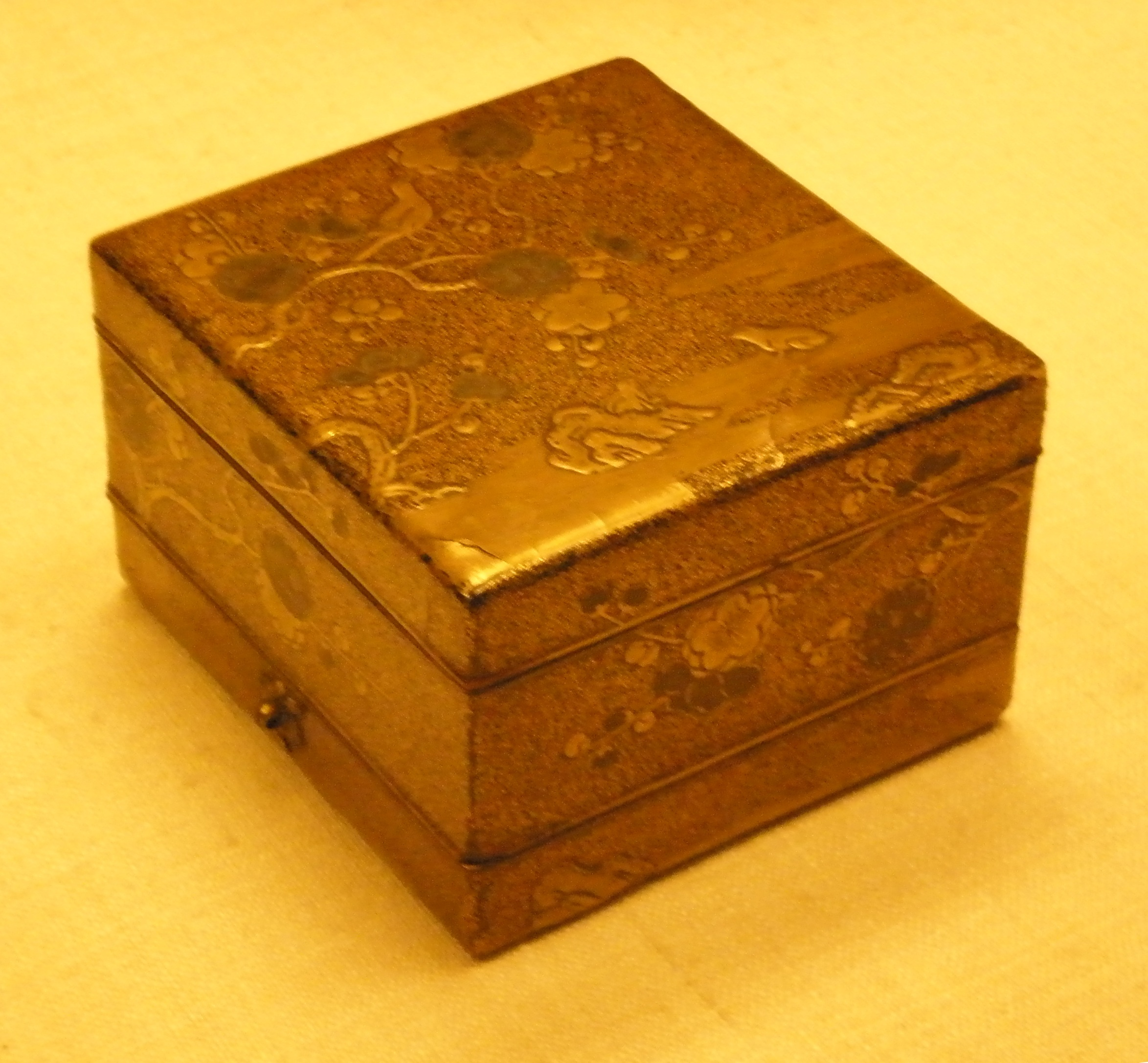
1550-1600年頃

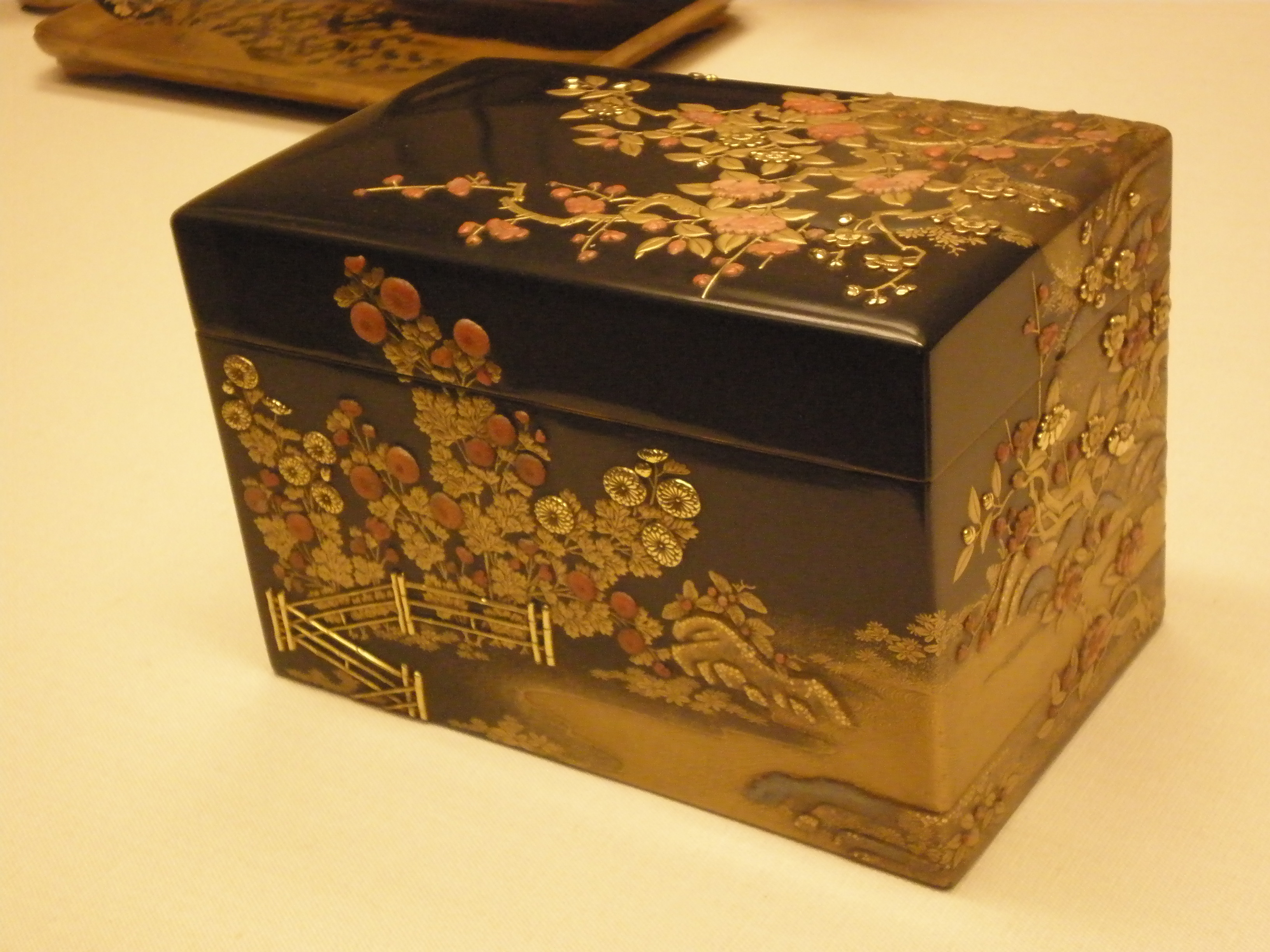
1700-1750年頃

香箱（こうばこ、英: Kōbako）は、香木、薫香料を収納する蓋付きの箱。茶道具や香道の道具であるほか、宗教儀式において香を用いるために宗教用具としても用いられる（香合も参照）。また、香箱は裕福な家の娘の嫁入り道具の1つでもあった。
折り紙には、角香箱（つのこうばこ）、鶴香箱（つるこうばこ）という折り方がある。

## 派生
転じて、以下のような意味も持つ。
- ネコの姿勢（習性）の一つで、腹部を地に付け、四肢を畳んだ状態を香箱座りという。この姿勢をとることを「香箱を作る」「香箱を組む」という。
- 機械時計のぜんまいを収納する部品。バレル (barrel) とも呼ぶ[3]。
- ヒトの女性器の隠語。上流婦人のそれに対して「御香箱」と表現された[4]。古くは『三陰論』（文政1818-30年頃の写本）『大笑座禅問答』『誹風末摘花』などに用いられているという[5]。
- ズワイガニの雌を「香箱ガニ」と呼ぶ。子を持っている雌という子箱からの派生、日本海の香りを秘めているという意味など、由来は諸説ある[6]。